# أليكساندر بونيت
أليكساندر بونيت (بالفرنسية: Alexandre Bonnet)‏ (17 أكتوبر 1986 لاروش سور يون فرنسا - ) هو لاعب كرة قدم فرنسي يلعب كلاعب وسط.

## وصلات خارجية
- أليكساندر بونيت على موقع قاعدة بيانات كرة القدم.إي يو (الإنجليزية)
- أليكساندر بونيت على موقع ليكيب (الفرنسية)
- أليكساندر بونيت على موقع Soccerbase.com (لاعب) (الإنجليزية)
- أليكساندر بونيت على موقع Soccerway.com (الإنجليزية)